# Lipińskie (powiat ełcki)
Lipińskie – osada w Polsce położona w województwie warmińsko-mazurskim, w powiecie ełckim, w gminie Ełk.
W latach 1975–1998 miejscowość administracyjnie należała do województwa suwalskiego.
Obecnie w miejscowości nie ma zabudowy.